# Liutward van Vercelli
Liutward van Vercelli (gestorven 24 juni 900 of 901) was 880 sinds bisschop van Vercelli en was van 876 tot 887 van de belangrijkste politieke adviseurs van de Frankische koning en latere keizer Karel III de Dikke.

## Leven
Liutward stamde uit Zwaben. Hij kreeg zijn opleiding in de abdij van Reichenau. Hij maakte al vroeg (mogelijk al in 872) kennis met Karel III. Na de dood in 876 van Karels vader Lodewijk de Duitser kreeg Karel de macht over Alemannia. Liutward van Vercelli werd Karels belangrijkste adviseur. Hij nam de leiding over de kanselarij op zich en werd in 878 tot Karels aartskanselier benoemd. Daarnaast bekleedde hij vanaf 882/83 ook de waardigheid van aartskapelaan. Liutward drukte sterk zijn stempel op Karels politiek en beïnvloedde vooral zijn politiek ten opzichte van de paus en diens Italiaanse politiek. Sinds 880 was hij ook bisschop van Vercelli en onderhield hij goede relaties met de paus. Dit vergemakkelijkte in 881 Karels kroning tot keizer. Hij trad eveneens als bemiddelaar tussen de keizer en de paus op en organiseerde begin 882 een treffen tussen beide heren in Ravenna.
Toen Karel in 882 de erfenis van zijn broer Lodewijk III de Jonge aannam en daarmee de volledige zeggenschap kreeg over het Oost-Frankische Rijk, ontstond er een ernstig conflict tussen Liutward van Vercelli en de invloedrijke aartsbisschop van Mainz Liutbert van Mainz. Liutbert van Mainz had onder Lodewijk III de rol van aartkanselier vervuld, maar verloor nu deze rol aan Liutward die de aartskanselier van Karel III bleef. In de Mainzer voortzetting van de Annales Fuldenses, die uit de omgeving van Liutbert van Mainz stamt, wordt Liutward van Vercelli in de toevoeging van het jaar 882, denigrerend als pseudoepiscopus ("valse bisschop") aangeduid.
In 882 sloot Liutward na de belegering van Asselt een vredesakkoord met de Noormannen, die het in het huidige Nederland de vrije hand kregen. Deze vrede wordt aan de ene kant scherp bekritiseerd in de Mainzer voortzetting van de Annalen van Fulda, maar wordt aan de andere kant door de Beierse (of Regensburgse) voortzetting positiever beoordeeld. Liutward gaf blijkbaar de voorkeur aan een diplomatieke oplossing. Het concept om de Vikingen te gebruiken om de kuststreken tegen andere Vikingen te verdedigen, mislukte weliswaar in het Oost-Frankische Rijk. maar had, indien het succesvol was geweest, verstrekkende gevolgen gehad kunnen hebben, zoals onder andere blijkt uit de latere succesvolle vestiging van Noormannen vanaf 911 in het West-Frankische Rijk in het latere Normandië. Karel wist in 885 ook de macht over de West-Franken te krijgen en verenigde voor de laatste maal het in verval verkerende Karolingische rijk, al was het met maar voor een paar jaar, onder één heerser.
Liutward was de volgende jaren bij diverse diplomatieke missies betrokken. Hij stond nog steeds in de gunst bij Karel en genoot diens vertrouwen. Daarvan profiteerde hij ook materieel. Het hoge prestige van Liutward kwam bijvoorbeeld tot uiting in het feit dat Notker de Stotteraar (Notker Balbulus) de eerste versie van zijn verzameling van sequensen (Liber Ymnorum, rond 884) aan hem heeft gewijd. Liutward van Vercelli kwam echter uiteindelijk met de hoge edelen in conflict, vooral die uit Alemannia. Zij wilden Liutward omverwerpen en daartoe intrigeerden zij tegen hem. In juni 887 werd Liutward zijn macht ontnomen, nadat hij zelfs van overspel met Karels vrouw Richardis was beschuldigd. Zijn opvolger werd uitgerekend zijn rivaal Liutbert van Mainz. Liutward wendde zich daarna zelf tot Arnulf van Karinthië, maar politiek zou hij geen rol meer spelen. Zijn laatste levensjaren bracht Liutward van Vercelli in Italia door. Daar stierf hij tijdens een van de invallen door de Magyaren.

### Voetnoten
1. ↑  zie Simon MacLean: Kingship and Politics in the Late Ninth Century: Charles the Fat and the End of the Carolingian Empire. Cambridge 2003, blz. 178.
2. ↑  Hagen Keller. Zum Sturz Karls III. In: Deutsches Archiv für Erforschung des Mittelalters 22, 1966, hier blz. 336e.v.; Simon MacLean: Kingship and Politics in the Late Ninth Century: Charles the Fat and the End of the Carolingian Empire. Cambridge 2003, blz. 178e.v.
3. ↑  zie Hagen Keller: Zum Sturz Karls III. In: Deutsches Archiv für Erforschung des Mittelalters 22, 1966, hier blz. 340e.v.
4. ↑  Johannes Fried. Der Weg in die Geschichte. Die Ursprünge Deutschlands bis 1024. Berlijn 1994, blz 430e.v.
5. ↑  Karl Schmid: Liutbert von Mainz und Liutward von Vercelli im Winter 879/80 in Italien. In: Geschichte, Wirtschaft, Gesellschaft. Festschrift für Clemens Bauer zum 75. Geburtstag. Uitgegeven door E. Hassinger, J.H. Müller, H. Ott. Berlijn 1974, hier blz. 42e.v.
6. ↑  Hagen Keller: Zum Sturz Karls III. In: Deutsches Archiv für Erforschung des Mittelalters 22, 1966, blz. 347e.v.